# 麂羚
麂羚即麂羚亞科（Cephalophinae）的動物，是非洲的特有種。麂羚是一类害羞、神秘的小型羚羊，经常躲在森林里。麂羚属的成员经常住在森林里，而灰麂羚属的灰麂羚则更喜欢住在灌木丛里。麂羚这个名字来源于南非荷兰语“钻”的意思，因为当麂羚受到惊吓时，即令就会钻入灌木丛里，然后无影无踪。

## 生理
麂羚属稍微有点驼背，而且前腿较短，使牠們的背部看起来鼓鼓的。这种身材虽然会使牠們跑得較慢，但是却能很轻易的钻入丛林里。生活于森林和草原边缘地带的灰麂羚就没有这种身材，长腿使它们跑得很快。
麂羚以树叶、嫩芽、种子、水果和树皮为食，经常跟着猴子群去找食物，因为待猴子走后会留下许多没吃完的水果。麂羚有的时候還会吃肉，包括腐肉、昆虫甚至老鼠和鳥類，而蓝麂羚很喜欢吃蚂蚁。

## 分類
麂羚亚科共分2属19种。
- 麂羚属（Cephalophus）：共18种。生活于森林，腿短跑得慢，其身材适合麂羚钻入灌木丛中。
  - 坦桑麂羚（C. spadix）
  - 桑岛麂羚（C. adersi）
  - 黑背麂羚（C. dorsalis）
  - 黑麂羚（C. niger）
  - 黑额麂羚（C. nigrifrons）
  - 蓝麂羚（C. monticola）
  - 哈氏麂羚（C. harveyi）
  - 长头麂羚（C. jentinki）
  - 褐麂羚（C. maxwellii）
  - 鄂氏麂羚（C. ogilbyi）
  - 青臀麂羚（C. callipygus）
  - 红麂羚（C. natalensis）
  - 红腰麂羚（C. rufilatus）
  - 深红麂羚（C. rubidis）
  - 韦氏麂羚（C. weynsi）
  - 白腹麂羚（C. leucogaster）
  - 黄背麂羚（C. Sylvicultor）
  - 斑纹麂羚（C. zebra）
- 灰麂羚属（Sylvicapra）：仅灰麂羚一种。生活于草原地带，有很长的腿，可以跑很快。
  - 灰麂羚（S. grimmia）